# Gavilán Grande
Gavilán Grande är en ort i Mexiko.   Den ligger i kommunen Santiago Ixcuintla och delstaten Nayarit, i den centrala delen av landet, 700 km väster om huvudstaden Mexico City. Gavilán Grande ligger 13 meter över havet och antalet invånare är 932.
Terrängen runt Gavilán Grande är mycket platt. Runt Gavilán Grande är det ganska glesbefolkat, med 45 invånare per kvadratkilometer. Närmaste större samhälle är Santiago Ixcuintla, 8,8 km öster om Gavilán Grande. Trakten runt Gavilán Grande består till största delen av jordbruksmark.